# Nazwy geograficzne pochodzenia wołoskiego
Przez nazwy geograficzne pochodzenia wołoskiego rozumiemy nomenklaturę o różnorodnej etymologii, rozpowszechnioną najprawdopodobniej podczas kolonizacji wołoskiej. Nazwy geograficzne pochodzenia wołoskiego występują w całych Karpatach i na Bałkanach. Poza Rumunią nazwy pochodzenia wołoskiego z reguły występują w formach zeslawizowanych. Do najpowszechniejszych należą:
- od banja „kąpielisko”: Balnica
- od barda „topór”: Bardo
- od bjêska „hala, górska łąka, pastwisko” (za pośrednictwem albańskiego) (Dobrowolski K. 1938, ss. 63–65); alternatywna hipoteza, to germańskie pochodzenie (J. Rozwadowski 1914a, s. 2–3; 1914b, s. 162–163): Beskid[3], Beskidy[3], Beskidek[3], Beskidnik (Wetlina)[3], Bieszczad[3], Bieszczady[3], Byskid[3], Byskyd[3]
- od burden „zagroda dla owiec”, w gwarze podh. burdel to „stary, zniszczony budynek” lub pozostała po nim polana – Burdelowa Góra
- od certez „jasny, czysty, prześwietlony”, rus. чертеж „wypalony, wykarczowany las” – Czerteż[3], Czertyżne, Certeze (Rumunia)
- od chica „włosy, zarost”, chicera „zarośnięta góra”; występuje często w Karpatach od Siedmiogrodu aż po morawską Wołoszczyznę: Kiczera[4], Kiczora[4], Kyczera[4], Kiczerka[4], Kiczura[4], Kiczurka[4], Keczar[4], Kieczera[4], Kikula[4]
- od cliva „dzielić, szczelina”: Klewa (Hrabec S. 1950, s. 40)[3]
- od coliba „chata”; koleba lub koliba oznacza u górali  budynek pasterzy owiec: Jasienowa Kolyba (Dwernik)[4], Turnia nad Kolebą[4]
- od coșar „stodoła, obora” – w gwarze góralskiej koszar oznacza „przenośną zagrodę dla owiec”: Koszary, Koszarawa[4], Kosarzyska, Koszarzyska[4], Koszarki[4], Koszariszte (Dwerniczek)[4]
- od Drogan (imię): Draganowa, Dragaszów
- od feriga „paproć”: Fereczat (Rieger J. 1995, s. 177)[3], Fereczata
- od gaeleta „skopek”: Gelety (Brückner A. 1957, s. 133)[3]
- od Giurgiu „Jerzy”: Dziurdziów, Dziurczak
- od grui „wzgórek, szczyt”; gwarze podh. groń to wyniosły brzeg rzeki lub potoku, a grań to „grzbiet szczytu lub turni”, w gwarze górali śląskich gruń:  Groń, Gronik, Hruń (Chmiel)[4], Hron
- od istep „osada”, ps. istba, cs. istŭba „namiot”, staroruskie istobka „łazienka”: Istebna[5], Istebné (Słowacja – Orawa)
- od izvor „źródło”/”: Zwor (Stuposiany)[4], Zwur[4], Zworzec (Dwernik)[4], Zwir[4]  (Rieger J. 1969, s. 64)[3], Zwirici[4], Zworec[4], Wirski (Wołosate)[4], Zwory (Lutowiska)[4], Na Zworcach (Sianki)[4], Zverovka (Słowacja – Orawa)
- od jafyry „borówki czernice”; w gwarze podh. jafer to „gęste zarośla borówki czarnej”: Jafornycia (Rieger J. 1979, s. 85)[3]
- od lapse „upływ”: Łapsze[6], Łapszanka[6]
- od lespede „płyta kamienna”: Lespedar (Rieger J. 1966b, s. 96)[3]
- od măgura „wolno stojący masyw górski”, pochodzi od prasłow. maguła „mogiła”[7]: Magura[3][4], Magurka[3][4], Magurki, Maguriczne[4], Maguryczne[4], Magurzec[4], Maguryczny (Kików)[3][4], Maguryczy (Hulskie, Zatwarnica)[3]
- od Manea (imię): Maniów, Maniowy, Maniowa Przehyba
- od merindă „owca (krowa) przeżuwa”: Meryndzowyszcze (Rieger J. 1979, s. 83; Stieber Z. 1934, s. 239)[3]
- od mătrăgună „mandragora, wilcza jagoda”: Matragona (Rieger J. 1995, s. 177)[3]
- od mic „mały”: Mików
- od mlaca, w gwarze podh. młaka to „bagno”: Młaka[4], Młaki[4], Młaczki[4], Czarna Młaka, Červená mlaka (Słowacja), Polana pod Młaczkami, Râul Mlaca (Rumunia)
- od muncel „wzgórze, pagórek”: Manczuł[4], Mamczuł[4], Menczył[4]  (Hrabec S. 1950, s. 132)[3], Mynczoły[4], Myncziw[4], Pod Mlanczołem[4], Mukaczewo, Muńcuł (zob. odrębny artykuł Munczeł)
- od muschi „mech”: Muszyna, Mszanka
- od picul „góra”:  Pikiwny (Rieger J. 1966b, s. 95)[3]
- od pietros „skała, kamień”: Pietros, Petros, Piotruś (Stieber Z. 1949, s. 56)[3], Pietraszonka
- od plai „nie zalesiona przestrzeń w górach”:  Płaj[4], Płaje (Zatwarnica)[4], Plaji (Hrabec S. 1950, s. 44)[3], Płahi (Brzegi Górne)[4], Błahi (Sianki)[4]
- od pleș „łysy”, pleșuv „bezdrzewny teren, nieużytek”: Plesza, Pliszki[4], Płasza (szczyt 1162m na granicy ze Słowacją)[4] (Rudnicki J. 1939, s. 77)[3]
- od porc „świnia”, zmienione na proc, w gwarze praciaki to „ludzie wypasający świnie”: Rzyki Praciaki[8]
- od pripor „zbocze, stok”: Pripir, Pripor
- od prislop, prislopul „przełęcz”, termin o prasłowiańskim pochodzeniu, występuje na obszarach kolonizacji wołoskiej, ale również przed ich pojawieniem się: Przysłop, Przysłup, Prysłop, Prysłup, Pryslip
- od rîpa „wąwóz, urwisko”: Rypa (Rudnicki J. 1939, s. 30)[3]
- od redyk „gromadny wypęd owiec na odległe hale, także ich powrót w doliny”: Radyki[3]
- od repede „szybki” (tu: o prądzie rzeki płynącej przez wieś): Rzepedź (Rieger J. 1969, s. 145)[3]
- od sălaș „mieszkanie, siedziba, schronisko”: Szałas[4], Sałasz, Sałasziszcze[4], Sałaszisna/Sałaszczisna (Dwerniczek)[4], Sałasyszcze (Krywe)[4], Sałaszyce/Szałaszyszcze (Stuposiany)[4], Szalasziszcze (Wołosate)[4], Szałasisko[4]
- od sihla „niski las na mokradłach”, w gwarze podh. sihła to „podmokły teren lub mokradło”: Sihła, Syhel, Syhlec, Sichla, Murzasichle, Sihelné
- od sopot „szum, bulgot, wodospad”, słowo prasłowiańskie popularne w nazwach geograficznych na całych Bałkanach i w Karpatach, w języku polskim i wschodniosłowiańskich nie występuje[9]: Sopot, Sopotnia, Sopotnik
- od stinca „blok skalny”: Styna (Wetlina, Zatwarnica) (Hrabec S. 1950, s. 132)[3], Stynia[4], Stińska (Beniowa)[4], Stina[4], Styńcza (Wołosate)[4]
- od țarina „pole uprawne”: Caryna (Bereżki) (Hrabec S. 1950, s. 33)[3], Caryńskie
- od tarnița „przełęcz”: Tarnica[4] (Hrabec S. 1950, s. 137)[3]
- od turba „torf, darń”: Turbacz
- od Vlah „Wołoch”:  Wołosate[4], Wołożyn[4], Wołosianka[4], Wołosinowa[4], Wołosice[4], Wołochówka[4], Wołoszyn, Hala Wołoszyńska, Wołosaty, Wołosatka
- od zavoi „nadrzeczny zagajnik”, zavoia „park”: Zawoja, Zawój
- od groapa „dół”, Grapa

## Określnik etniczny
W wielu nazwach miejscowości występuje określnik etniczny:
- Kobylnica Wołoska
- Królik Wołoski
- Ruda Wołoska
- Tyrawa Wołoska
- Kamionka Wołoska

## Literatura
1. Bruckner A. (1957). Słownik etymologiczny języka polskiego. Warszawa: WP
2. Dobrowolski K. (1938). Dwa studia nad powstaniem kultury ludowej w Karpatach Zachodnich. Osobne odbicie ze „Studiów historycznych ku czci S. Kutrzeby” (T. II). Kraków
3. Hrabec S. (1950). Nazwy geograficzne Huculszczyzny. Prace onomastyczne. Kraków
4. Rieger J. (1966b). Z toponomastyki bojkowskiej i łemkowskiej. Lespedar i inne nazwy wołoskie. [W:] Slavia Orientalis (T. 15). 95–100
5. Rieger J. (1969). Nazwy wodne dorzecza Sanu. Prace Onomastyczne 12. Warszawa – Wrocław – Kraków: Wyd. PAN
6. Rieger J. (1995). Słownictwo i nazewnictwo łemkowskie. Warszawa: Semper
7. Rozwadowski J. (1914a). O nazwach geograficznych Podhala. Pamiętnik PTT (R. XXXV). 1–7. 61.
8. Rozwadowski J. (1914b). Beskidy. [W:] Język Polski II. 169–164
9. Stieber Z. (1934). Nazwy miejscowe pasma Gorców w Beskidzie Zachodnim. [W:] Lud Słowiański (T. III). 213–265
10. Stieber Z. (1949). Toponomastyka Łemkowszczyzny. (Cz. II). Nazwy terenowe. Łódź: ŁTN
11. Zieliński J. (2003). Do źródeł Wieprzówki. Andrychów: Polska Fundacja Ochrony Przyrody „PRONATURA” w Krakowie